# کن چپمن (بازیکن فوتبال، زاده۱۹۳۲)
کن چپمن (انگلیسی: Ken Chapman; ۲۵ آوریل ۱۹۳۲ – ۲۲ مهٔ ۲۰۱۹) بازیکن فوتبال اهل بریتانیا بود.
از باشگاه‌هایی که در آن بازی کرده‌است می‌توان به باشگاه فوتبال کرو آلکساندرا، باشگاه فوتبال بلکپول، باشگاه فوتبال بنبری یونایتد و باشگاه فوتبال برادفورد سیتی اشاره کرد.